# Built to Last (album, Grateful Dead)
Built to Last je třinácté studiové album americké rockové skupiny Grateful Dead, vydané v roce 1989 u Arista Records. Jedná se o poslední studiové album této skupiny, skupina se rozpadla v roce 1995, kdy zemřel frontman Jerry Garcia.

## Seznam skladeb
| Pořadí | Název                | Autor                 | Délka |
| ------ | -------------------- | --------------------- | ----- |
| 1.     | Foolish Heart        | Garcia, Hunter        | 5:10  |
| 2.     | Just a Little Light  | Barlow, Mydland       | 4:42  |
| 3.     | Built to Last        | Garcia, Hunter        | 5:03  |
| 4.     | Blow Away            | Barlow, Mydland       | 6:09  |
| 5.     | Victim or the Crime  | Graham, Weir          | 7:33  |
| 6.     | We Can Run           | Barlow, Mydland       | 5:30  |
| 7.     | Standing on the Moon | Garcia, Hunter        | 5:20  |
| 8.     | Picasso Moon         | Barlow, Bralove, Weir | 6:40  |
| 9.     | I Will Take You Home | Barlow, Mydland       | 3:45  |

## Sestava
- Jerry Garcia – kytara, zpěv
- Bob Weir – kytara, zpěv
- Brent Mydland – klávesy, zpěv
- Phil Lesh – baskytara
- Bill Kreutzmann – bicí
- Mickey Hart – bicí, perkuse